# Фараджев, Сардар Фараджулла оглы
Сардар Фараджулла оглы Фараджев (азерб. Sərdar Fərəculla oğlu Fərəcov; род. 8 декабря 1957, Баку) — выдающийся азербайджанский композитор, народный артист Азербайджана (2019 год), заслуженный деятель искусств Азербайджана (2007 год), секретарь Союза композиторов Азербайджана, директор дом-музея Узеира Гаджибекова.

## Жизнь
Сардар Фараджулла оглы Фараджев родился 8 декабря 1957 г. в Баку. В 1984 году окончил Азербайджанскую государственную Консерваторию имени Узеира Гаджибекова (ныне Бакинская Академия музыки) в классе профессора Хайяма Мирзазаде. В настоящее время работает на должности директора Музея-дома Узеира Гаджибекова. Его произведения исполнялись различными ансамблями и исполнителями в Европе, Америке и на территории бывшего СССР.

## Награды
- Народный артист Азербайджана (17 сентября 2019 года) — за заслуги в развитии азербайджанского музыкального искусства[4]
- Заслуженный деятель искусств Азербайджана (17 сентября 2007 года) — за заслуги в развитии азербайджанской культуры[5]
- Медаль «Узеир Гаджибейли» (2018 год)[6]
- Персональная пенсия Президента Азербайджанской Республики (2025 год)[7]

## Произведения

### Опера
- «Шенгюлум, Менгюлум» (2000 год) — на основе произведений Микаила Мушфига.

### Оперетта
- «Месье Жордан и дервиш» (1998 год)
- «Банкир-авантюрист» (2000 год)
- «Любовь на сцене» (2000 год)

### Прочие вокальные произведения
- «Великий гражданин» (1996 год) — для голоса, хора и симфонического оркестра
- «Гимн театру» (1998 год) — для симфонического оркестра и эстрадного симфонического оркестра
- «Оратория Деде Коркуд» (1999 год)
- «Триптих» для а капелла хора и кларнета (1999 год)
- «Цефа-дан Кейр» для голоса и симфонического оркестра (1994 год)

### Инструментальные произведения
- «Ода» для органа (1991 год)
- 3 пьесы для струнного квартета (1991 год)
- Сочинения для скрипки и фортепиано (2001 год)

### Для оркестра
- «Юмореска» для малого симфонического оркестра (1995 год)
- Сюита для симфонического оркестра (1990 год)
- Сюита для балета (1991 год)
- Сюита для струнного оркестра (1995 год)
- «Печальные гробницы» симфоническая табличка (2000 год)

## Музыка для театральных представлений
1. «Похороните их в кладбище» (2005 год)
2. «У него две позиции» (1996 год)
3. «Я не могу жить без тебя» (1997 год)
4. «Семь узников» (1998 год)
5. «Я люблю тебя, Турция» (1997 год)
6. «Потерянный муж» (1998 год)
7. «Пустынные сны» (1999 год)
8. «Сомнительные обстоятельства» (2000 год)
9. «Платье невесты моей матери» (2001 год)

## Статьи
- «О гимне». Газета «Культура», 7 марта 1991 г.
- «Забытый „Весенний напев“ У. Гаджибекова». Газета «Культура», 21 марта 1991 г.
- «Энциклопедия Узеира Гаджибекова» — 25 статей. Б., «Азербайджан», 1996 год.
- Если бы они были завершены, они были бы живы. Журнал «Музыкальный мир», № 1, 1999 год.
- Творческие выступления на республиканских научных конференциях (1990-2001 года).
- Статьи в периодической печати (1990-2001 год).

## Фильмография
1. Вечная гордость[8]
2. Джавад-хан (фильм 2009 год)
3. Маэстро. О себе и времени. (Композитор Хайям Мирзазаде) (2011 год)